# Георги Рачев
Георги Рачев е български географ климатолог и университетски преподавател, професор в Софийския университет.

## Биография
Роден е на 11 октомври 1955 г. в София. През 1979 г. завършва „География“ и втора специалност „Философия“ в Геолого-географския факултет на Софийския университет. От края на 1979 до 1982 г. е специалист в секция „Климатология и хидрология“ към Географския институт на Българска академия на науките. От началото на 1982 г. е преподавател в Софийския университет. От 1986 г. е старши асистент, а от 1990 г. е главен асистент. През 1995 г. защитава докторска дисертация на тема „Обилни снеговалежи в Югозападна България“. През 1996 г. е избран за доцент, а от 2018 г. е професор.
Професионалната специализация и научните му интереси са в областта на климатологията и синоптичния анализ, природните опасности и опазване на атмосферния въздух и туризма.
Чете лекции по Обща климатология, Замърсяване и опазване на атмосферния въздух, Климат на континентите, Качество и контрол на атмосферния въздух, Климатология и хидрология. По магистърската програма „Изменения на климата и управление на водите“ води курсовете по Методи на климатичните изследвания, Опасни и неблагоприятни метео- и хидроложки явления, Синоптичен анализ, Възобновяеми енергийни източници и Климат и икономика.
Георги Рачев е сътрудник и консултант на 5 телевизионни канала, 12 радио станции и над 70 информационни сайта по прогнози за времето и климата.